# Гімн Ростова-на-Дону
Сколихнувся, захвилювався православний Тихий Дон - пісня, написана в 1853 році. Є символом донського козацтва. Існує кілька варіантів тексту пісні. Один з варіантів, написаний 20 вересня в 1918 Гиляревський, є офіційним гімном Всевеликого Війська Донського, а три куплети цього варіанту пісні - гімном Ростовської області.

## Історія гімну
Початковий варіант даної пісні був створений Ф.І. Анісімовим в 1853 році. Після більше ніж півстоліття, 4 травня 1918 року на засіданні Великого Військового Кола новоствореного національно-територіального утворення Всевелике військо Донське, що проходив під головуванням отамана П.М. Краснова, були розглянуті Основні закони  Всевеликого Війська Донського. У підсумку Військо взяло її своїм гімном.
Вже 1 червня наказом військового отамана за № 160 було затверджено нові слова донського гімну «Сколихнувся Дон вільний...»[недоступне посилання з травня 2019]. Авторство тексту приписують самій отаману П.Н. Краснову.
Однак 20 вересня 1918 року, на черговому засіданні Великого Військового Кола, був прийнятий новий текст гімну Всевеликого війська Донського, написаний викладачем Донський духовної семінарії Гиляревський.
Тексти Гиляревський і Анісімова збігалися лише в першому куплеті гімну, в якому, однак, Дон відгукувався на заклик вже не монарха, а свободи. Тексти ж інших куплетів нового гімну, що стала самостійним віршованим твором, ніяких збігів з текстами куплетів пісні на слова Анісімова не мали.
У роки Німецько-радянської війни пісня була гімном донських козацьких військ, які воювали на боці Німеччини проти СРСР. За даними фольклориста А.М. Листопадова, сама пісня Анісімова була, у свою чергу, створена на змінений мотив старої пісні «Вже ви братці, мої братики, отамани-молодці».
У 1996 році три куплети пісні були прийняті як офіційний гімн Ростовської області.

## Текст гімну Ростова-на-Дону та Ростовської області
Сколихнувся, захвилювався
 Православний Тихий Дон.
 І всюди відгукнувся
 На заклик свободи він.
 Зеленіє степ донська,
 Золото хвилі нив.
 І з простору, слух пестячи,
 Вільний чується заклик.
 Слався, Дон, і в наші роки
 На згадку вільної старовини,
 У годину негаразди - честь свободи
 Відстоять твої сини.